# Aljaraque
Aljaraque là một thành phố ở tỉnh Huelva, Tây Ban Nha. Theo cuộc điều tra dân số năm 2005, thành phố này có dân số 14.846 người.

## Dân cư
| 1999   | 2000   | 2001   | 2002   | 2003   | 2004   | 2005   |
| ------ | ------ | ------ | ------ | ------ | ------ | ------ |
| 10,298 | 10,806 | 11,626 | 12,303 | 13,009 | 14,060 | 14,846 |

Source: INE (Tây Ban Nha)